# Vsevolod Pudovkin
Vsevolod Illarionovitj Pudovkin (russisk: Всеволод Илларионович Пудовкин, tr. Vsevolod Illarionovitj Pudovkin; født 16. februar 1893 i Pensa i Det Russiske Kejserrige, død 20. juni 1953 i Riga) var en sovjetisk filminstruktør og filmteoretiker.

## Liv
Under første verdenskrig tilbragte Vsevolod Pudovkin tre år i en tysk fangelejr. Han blev inspireret til at arbejde med film efter at have set D.W. Griffiths film Intolerance (1916). Han var både instruktør og skuespiller hos Lev Kulesjov. I 1932 blev Pudovkin professor ved Moskvas filmakademi.

## Filmografi (udvalg)

### som instruktør
- 1925 Skakfeber (kortfilm)
- 1926 Moderen
- 1926 Hjernens mekanik
- 1927 St. Peterborgs sidste dage
- 1928 Storm over Asien[1][2]
- 1930 Simpel sag[3]
- 1933 Desertøren
- 1938 Sejr (film)
- 1919 Minin og Posjarskij
- 1939 Moskva brænder
- 1941 Suvorov
- 1942 Mordere tager ud på vejen
- 1943 I fædrelandets navn
- 1947 Sortehavets Helte
- 1948 Tre møder
- 1950 Sjukovskij
- 1953 Vasilij Bortnikovs tilbagevenden

### Som skuespiller
- 1924 Hr. Wests ekstraordinære eventyr i bolsjevikkernes land
- 1929 Det nye Babylon
- 1944/1958: Ivan den Grusomme